# Cầu Đình Vũ – Cát Hải
Cầu vượt biển Đình Vũ – Cát Hải (hay còn được gọi là Cầu vượt biển Tân Vũ - Lạch Huyện) là cầu vượt biển dài nhất Việt Nam (cầu vượt biển dài thứ hai Đông Nam Á sau Cầu Sultan Haji Omar Ali Saifuddien tại Brunei). Cầu vượt biển có bề rộng 16 m với 4 làn xe (2 làn xe cơ giới và 2 làn xe thô sơ). Cầu được thiết kế chạy với tốc độ 80 km/h. Cầu dài 5,44 km thuộc dự án Đường ô tô Tân Vũ - Lạch Huyện với tổng chiều dài 15,63 km. Cây cầu được Chính phủ Việt Nam  phát lệnh khởi công vào ngày 15/2/2014 và khánh thành vào ngày 2/9/2017.
Điểm đầu nối từ đường ô tô cao tốc Hà Nội - Hải Phòng (tại nút Tân Vũ) thuộc phường Tràng Cát, quận Hải An; điểm cuối là cổng Cảng Lạch Huyện (cảng cửa ngõ quốc tế Hải Phòng) thuộc huyện Cát Hải.
Trong đó, phần cầu có chiều dài 5,44 km; phần đường dẫn dài 10,19 km. Cầu Đình Vũ – Cát Hải được thiết kế vĩnh cửu bằng bê tông cốt thép dự ứng lực. Cầu được thi công theo công nghệ đúc hẫng cân bằng với tổng khối lượng khoảng 80 tấn. Cầu được thi công bởi 2000 chuyên gia, kỹ sư và công nhân cùng với hơn 200 thiết bị máy móc và 20 xà lan nặng 1500 tấn.
Dầm cầu vượt biển Đình Vũ – Cát Hải được thiết kế, thi công theo công nghệ lắp ghép từng nhịp với 1475 đốt dầm. Bên trong dầm cầu tạo thành một đường hầm kéo dài 4,5 km. Cầu gồm 88 nhịp (mỗi nhịp 60m) được thông với nhau tạo nên một đường hầm dài 4,5 km theo chiều dài của cầu. Đường hầm dầm cầu rộng 9m, cao hơn 2,5m. Mỗi nhịp dầm cầu được thi công lắp đặt gồm 12 bó cáp dự ứng lực. Cáp này có tác dụng chịu lực chính của cầu. Bên trong đường hầm sẽ được lắp hệ thống điện chiếu sáng để phục vụ công tác duy tu, bảo dưỡng dầm cầu. Đây chính là đường hầm dầm cầu dài nhất tại Việt Nam.
Dự án đường ô tô Tân Vũ - Lạch Huyện giúp giảm chi phí và thời gian đi lại, giảm tai nạn và rủi ro do vận chuyển bằng phà và xà lan; giảm tai nạn và tắc nghẽn giao thông hàng hải tại kênh Nam Triệu; kích thích phát triển công nghiệp ở ven biển Hải Phòng và thúc đẩy hoạt động du lịch tại Quần đảo Cát Bà...
Đây là công trình cầu đường vượt biển dài nhất Việt Nam hiện nay, có công nghệ phức tạp, kỹ thuật cao, là dự án đầu tiên được đầu tư theo hình thức PPP (Hợp tác công-tư) giữa Việt Nam-Nhật Bản. Dự án đường ô tô Tân Vũ - Lạch Huyện do liên doanh các nhà thầu Sumitomo Mitsui Construction Co. Ltd cùng Tập đoàn Cienco4 và Tổng công ty Xây dựng Trường Sơn thi công. Tổng mức đầu tư dự án đường ô tô Tân Vũ - Lạch Huyện là 11.849 tỷ đồng từ vốn vay ODA Nhật Bản và vốn đối ứng của Chính phủ Việt Nam.